# Dąb Aliena
Dąb Aliena (Quercus aliena Blume) – gatunek roślin z rodziny bukowatych (Fagaceae Dumort.). Występuje naturalnie w Japonii, na Półwyspie Koreańskim oraz Chinach (w prowincjach Anhui, Gansu, Guangdong, Kuejczou, Hebei, Henan, Hubei, Hunan, Jiangsu, Jiangxi, Liaoning, Shaanxi, Szantung, Shanxi, Syczuan, Junnan, Zhejiang, a także regionie autonomicznym Kuangsi). 

## Morfologia

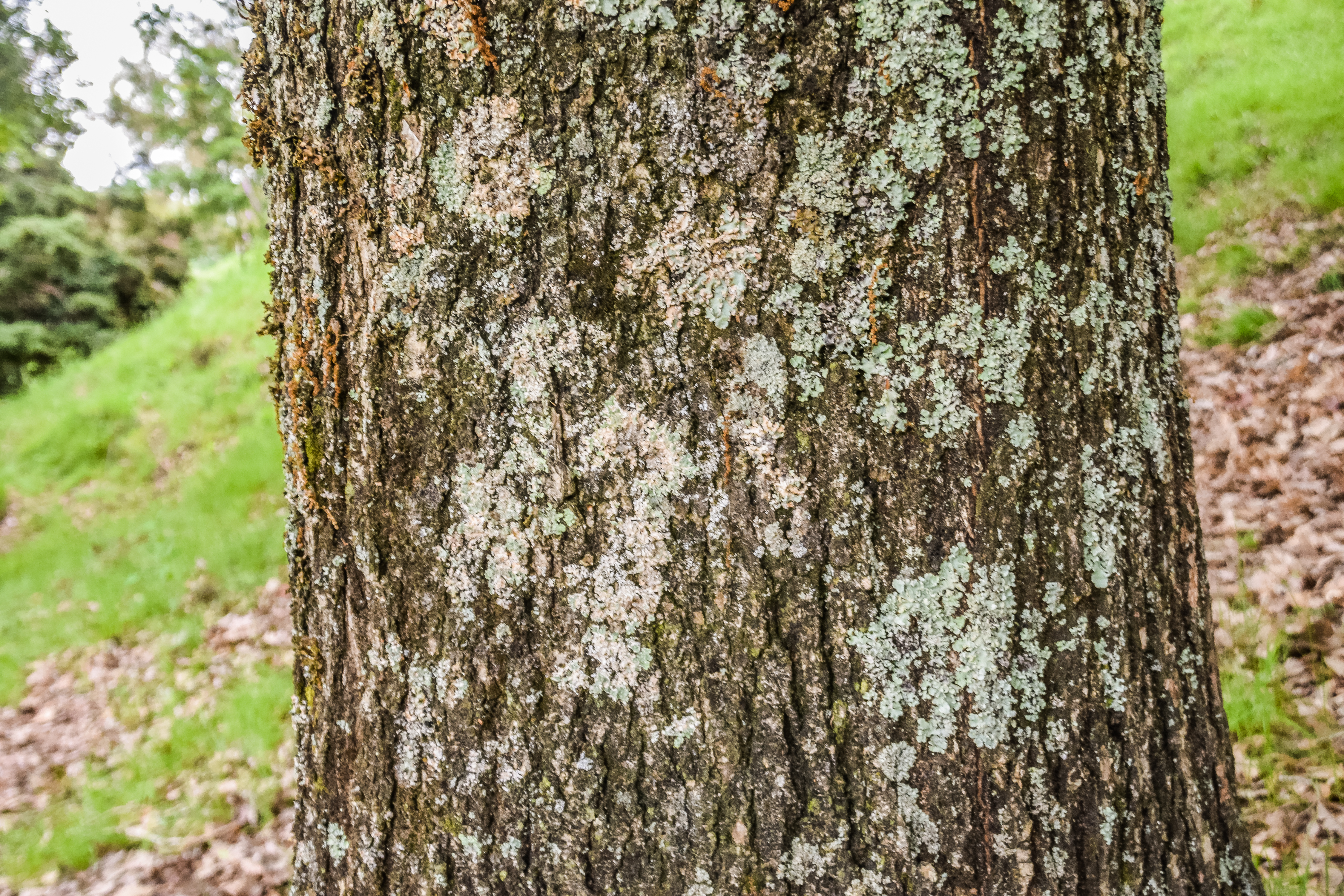
Kora

PokrójZrzucające liście drzewo dorastające do 30 m wysokości. Kora jest łuszcząca się i ma brązowoszarawą barwę.
LiścieBlaszka liściowa ma kształt od odwrotnie jajowatego do eliptycznie odwrotnie jajowatego. Mierzy 10–20 cm długości oraz 5–14 cm szerokości, jest całobrzega, ma nasadę od zaokrąglonej do klinowej i spiczasty wierzchołek. Ogonek liściowy jest nagi i ma 10–13 mm długości.
OwoceOrzechy zwane żołędziami o kształcie od jajowatego do elipsoidalnego, dorastają do 17–25 mm długości i 13–18 mm średnicy. Osadzone są pojedynczo w miseczkach.

## Biologia i ekologia
Rośnie w lasach zrzucających liście oraz lasach mieszanych. Występuje na wysokości do 2700 m n.p.m. Kwitnie w maju, natomiast owoce dojrzewają od września do października. 

## Zmienność
W obrębie tego gatunku wyróżniono trzy odmiany:
- Q. aliena var. acutiserrata Maxim.
- Q. aliena var. alticupuliformis H.Wei Jen & L.M.Wang
- Q. aliena var. pellucida Blume